# Castillo de Rikla
El castillo de Rikla o castillo de Ricla era una fortaleza de origen musulmán situada en el municipio aragonés de Ricla, Zaragoza, España.

## Descripción
El castillo de Ricla se encuentra situado sobre una peña cerca del río Jalón. El acceso se realizaba a través de un túnel que hoy se encuentra clausurado.
De la época de su construcción, tan solo se conserva un muro de sillarejo y dos dependencias subterráneas excavados en roca, además de algún lienzo de muralla de piedra formando parte de un torreón en ruinas.
Ya en el siglo XV se construyó el actual castillo-palacio, utilizando ladrillos y tapial enlucido.
Presenta restos de un torreón, construido en tapial, sobre restos de hiladas de mampostería y sobre el que se abran dos balcones.
en la fachada principal se conserva un escudo en piedra de la casa de Luna y un poco más abajo, otro escudo también de los luna con la fecha de 1772
En el interior aún conserva una estancia original bastante grande, el Salón del Trono, de planta rectangular, que conserva una techumbre de madera de alfarje en buen estado de conservación.
En la actualidad, está dedicado a viviendas.

## Historia
Se trata de una fortificación de origen musulmán, reconvertida en palacio y ahora en viviendas y que ha sufrido importantes cambios en su estructura. A lo largo de la historia, Ricla fue encomienda de la Orden del Temple y Señorío de diversas familias, entre las que se encuentra la Casa de Luna. A partir de 1589, fue cabeza del Condado de Ricla.